# Konrad Herrmann (Theologe)
Konrad Herrmann (* 19. Juli 1929 in Gresonse (heute: Dzierżążno), Landkreis Flatow, Westpreußen; † 30. November 2017 in Zielona Góra, Polen) war ein polnischer römisch-katholischer Geistlicher.

## Biographie
Er war Schüler des polnischen Gymnasiums in Marienwerder bei Pater Bolesław Domański, dem damaligen Vorsitzenden des Bundes der Polen in Deutschland. Er wurde am 25. August 1939, zusammen mit anderen Gymnasiasten, verhaftet und in das Lager Tapiau in der Nähe von Königsberg gebracht.
Nach seiner Matura im Jahr 1950 trat er in das Priesterseminar der Administratur Zielona Góra-Gorzów in Landsberg an der Warthe ein. Am 5. Juni 1955 empfing er die Priesterweihe. 1957 empfahl ihn Administrator Teodor Bensch zum Studium nach Rom. Da ihm die kommunistischen Behörden einen Reisepass verweigerten, studierte er an der Katholischen Universität Lublin, wo er einen Abschluss in Moraltheologie erwarb. Nach dem Studium kehrte er nach Gorzów Wielkopolski zurück und wurde 1963 Pfarrer in der Pfarrgemeinde Heilige Dreifaltigkeit und Dekan. Gleichzeitig absolvierte er ein Magisterstudium der Germanistik an der Adam-Mickiewicz-Universität in Posen.
Im Jahr 1969 wurde er Pfarrer der Gemeinde zum Heiligsten Erlöser in Zielona Góra, die er 27 Jahre leitete. Hier widmete er sich der Caritas und arbeitete als Behindertenseelsorger in der Gesellschaft zum Kampf gegen Behinderung. Er gründete das „Frater-Albert“-Haus und ein Hospiz. Er war Mitglied und Diözesanseelsorger in diversen Vereinigungen, wie der Heimatarmee, der Untergrundlehrer, der politisch Verfolgten, der Bukowiner, der Sibirienverbannten. Er war ein Initiator und Förderer der Künste und veranstaltete in seiner Kirche Konzertreihen unter Teilnahme von Künstlern der internationalen Folklorefestivals. In den Jahren 1968 bis 1994 war er zudem Richter am Diözesangericht in Gorzów Wielkopolski. 1996 legte er aus gesundheitlichen Gründen einen Großteil seiner Ämter zurück.
Von 1992 bis 2008 war er Bischofsvikar, zuständig für die Kontakte zu weltlichen Behörden. Von 1993 bis 2014 war er Mitglied des Priesterrates und des bischöflichen Konsultorenkollegiums.

## Ehrungen
- Kanonikus des Gorzówer Kathedralkapitels, ernannt durch Bischof Wilhelm Pluta am 6. März 1973
- Prälat seiner Heiligkeit, ab 22. Juni 1989
- Ehrenbürger von Zielona Góra, seit 1994
- Ritterkreuz des Ordens Polonia Restituta
- Verdienter der polnischen Kultur
- Preisträger der Auszeichnung des Kulturministers der Republik Polen